# 아베 마리아 (슈베르트)
〈엘렌의 세번째 노래(Ellens Gesang III, D. 839, Op. 52, No. 6)〉는 프란츠 슈베르트가 월터 스콧의 서사시 《호수의 연인》을 가사로 하여 1825년 발표한 가곡으로, 흔히 ‘아베 마리아’로 알려져 있다.
이 곡은 월터 스콧의 서사시 《호수의 연인》에 의한 가곡 연작(Liederzyklus vom Fräulein vom See) 중 여섯번째 곡으로, 애덤 스토크(Adam Storck)가 독일어로 번역한 번역본이 쓰였다. 이 곡은 서사시 중에서 호수의 연인 엘렌 더글라스가 성모 마리아에게 드리는 기도 부분을 다루고 있다.
가사가 아베 마리아(Ave Maria)로 시작하기 때문에 이 곡에 본래 가사 대신 라틴어로 된 가톨릭 성모송을 붙여서 부르는 경우도 있다.